# John Yoshio Naka
Pour les articles homonymes, voir Naka.
Né le 16 août 1914 à Ft. Lupton dans le Colorado, John Yoshio Naka, plus connu sous le nom de John Naka, est considéré comme une référence pour de nombreux adeptes de bonsaï à travers le monde.

## Biographie
À l'âge de 8 ans, John Naka retourne au Japon en compagnie de ses parents, arrivés aux États-Unis d'Amérique une dizaine d'années auparavant, pour s'occuper de son grand-père. Il lui fait alors découvrir l'art du bonsaï et devient son professeur personnel. De là naît sa passion pour cette discipline.
Il revient à 21 ans aux USA, et s'envole pour Los Angeles à la fin de la Seconde Guerre mondiale avec sa femme. Il renoue alors avec sa passion du bonsaï en enseignant les rudiments de l'art du bonsaï à ses amis, avec qui il va ouvrir un club appelé The California Bonsai Society.
Il transmet alors son savoir sous forme d'ateliers en parcourant le monde. Ainsi John Naka distilla ses connaissances aux bonsaï-ka (adepte de bonsaï) passionnés dans toute l'Amérique, mais également en Australie, en Europe et en Afrique du Sud.
Il est à l'origine d'un livre en deux tomes sur les techniques du bonsaï qui fait office de livre sacré dans le monde du bonsaï. Il collabora également avec Richard Ota à la rédaction d'un ouvrage sur les satsuki (azalées).
Il meurt le 19 mai 2004 à l'âge de 89 ans au Centre médical hospitalier de Whittier en Californie.